# Acrocercops angelica
Acrocercops angelica är en fjärilsart som beskrevs av Edward Meyrick 1919. Acrocercops angelica ingår i släktet Acrocercops och familjen styltmalar.
Artens utbredningsområde är Seychellerna. Inga underarter finns listade i Catalogue of Life.